# ういろう (企業)
株式会社ういろうは、神奈川県小田原市にある医薬品（家伝薬）、和菓子メーカーである。経営する外郎家は中国にルーツを持つとされ、14世紀後半、元の滅亡に際して来日し、当初博多に住み医師を開業した。その後京都に本拠を移し、医薬業を営む中で家伝の薬、ういろうが知られるようになり、また室町幕府の外交に関与した。16世紀初頭には一族ないし被官が小田原に移住し、家伝の薬「ういろう」の商いを行った。江戸時代、外郎家は小田原町の重鎮として宿老を勤め、ういろうは歌舞伎 外郎売の題材として取り上げられ、小田原の観光名所として繁盛した。
明治以降も商いを継続し、現在も家伝薬の「ういろう」と、室町幕府で外交に関与していた時期に外交使節の接待用に考案されたとする菓子の「ういろう」を主力商品として、小田原に本拠地を定めて以降、現在に至るまで500年あまり、東海道沿いの同一の場所で商売を行っている。

## 小田原に定着するまで

### 中国から日本へ

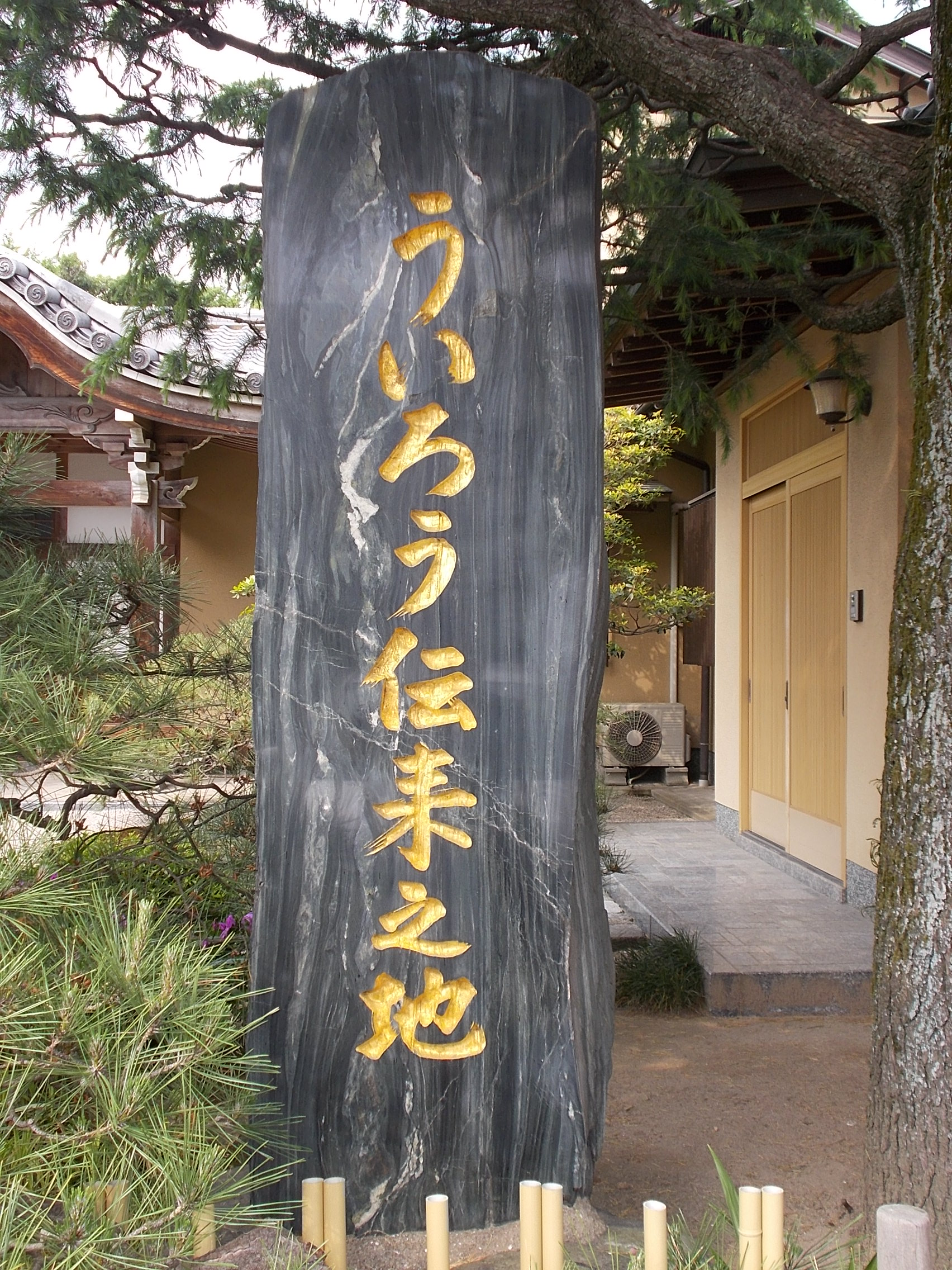
福岡市博多区の妙楽寺にある「ういろう伝来の地」石碑

「ういろう」を経営する外郎家は、元の時代の中国に出自を持つと言われている。南北朝時代から室町時代前半にかけて日本と中国との間の貿易が盛んになり、そのような中で中国から日本に帰化する人々が増えた。中でも医者や薬種商が多く帰化したとされている。外郎家も中国から帰化した医薬業の従事者であった。
記録によれば1402年（応永9年）の『吉田家日次記』に陳外郎の名が記されている。『吉田家日次記』によれば陳外郎の父は中国生まれであり、陳外郎本人は父の来日後に日本で生まれ、父が中国で就いていた官職名にちなみ外郎を名乗り、医療に堪能であるとされている。1408年（応永15年）と翌1409年（応永16年）の山科教言の日記、「教言卿記」によれば、教言は陳外郎から薬を入手していて、外郎に「ウイラウ」とルビを振っており、ウイの発音は唐音かと記録している。このことから1408年の時点で外郎を「ういろう」と発音していたことがわかる。そして室町時代の建仁寺の僧、月舟寿桂は『幻雲文集』の中で、外郎家の祖は元の医療関係の部署である大医院に勤めていた順祖であり、法名宗敬、号は台山を名乗っていたとしている。また陳順祖は陳友諒の親族でもあり、陳友諒が朱元璋との抗争に敗れ、朱元璋が明を建国して中国を統一すると、陳順祖は日本に逃れることを決心して博多に来航したと記録している。 
また江戸時代の記録では、黒川道祐の『雍州府志』には、陳宗敬は台州に生まれ、元の順帝の時代、礼部の員外郎を務めていた。朱元璋が元を中国本土から逐った1368年以後、陳宗敬は新王朝の明に仕えることを拒み、応安年間に来日して博多で医師を始めたとしている。陳宗敬は名を聞かれた際には元における官職にちなみ陳外郎を名乗ったという。そして陳宗敬の評判を聞きつけた足利義満は京都に招請したが、義満の招請を固辞したという。また貝原益軒は『筑前国続風土記』の中で、台山宗敬は元の老臣であるとしている。『筑前国続風土記』では『雍州府志』とは異なり義満の招きに応じ上京して、義満に様々な薬を献上したとしている。また義満は台山宗敬が献上した薬の中でも「透頂香（とうちんこう）」を高く評価し、京都に邸宅を賜ったと伝えている。
外郎家の祖としては、小田原の外郎家により1697年（元禄11年）に制作された家譜、『陳外郎家譜』のように、陳延祐の名を挙げる史料もある。陳順祖と陳延祐の関係性を示す文献史料は無いが、陳順祖が兄で陳延祐が弟で、外郎家は弟の陳延祐の末裔に当たるとの説がある。

### 室町幕府の家臣となる
前述の『吉田家日次記』からは、陳外郎は1402年（応永9年）の時点で既に在京していることが確認できる。また陳外郎は京都で医師として公家の診察に当たっていることが記載されている。なお『吉田家日次記』の脇注には陳外郎の名として宗奇と記されている。外郎家の系譜である『外郎家譜』によれば陳宗奇は陳延祐の息子とされている。
その後、外郎家は15世紀半ばの長禄年間に、将軍に正月七日に御薬「外郎」を進上した記録がある。正月七日に将軍に御薬「外郎」を進上する習慣は1544年（天文13年）にも確認されており、幕府の公式行事の一環として定着していたことが想定される。外郎家はこのような幕府お抱えの医師としての活躍とともに、自らのルーツでもある中国の明との日明貿易の場など外交面で活躍していく。前述のように外郎家が明から入手した薬材の知識に基づいて製造した外郎などの医薬品は、将軍への恒例の献上品とされるほど重要視されており、広域の販売網を形成して全国的に販売されていたと考えられている。

## 小田原への進出

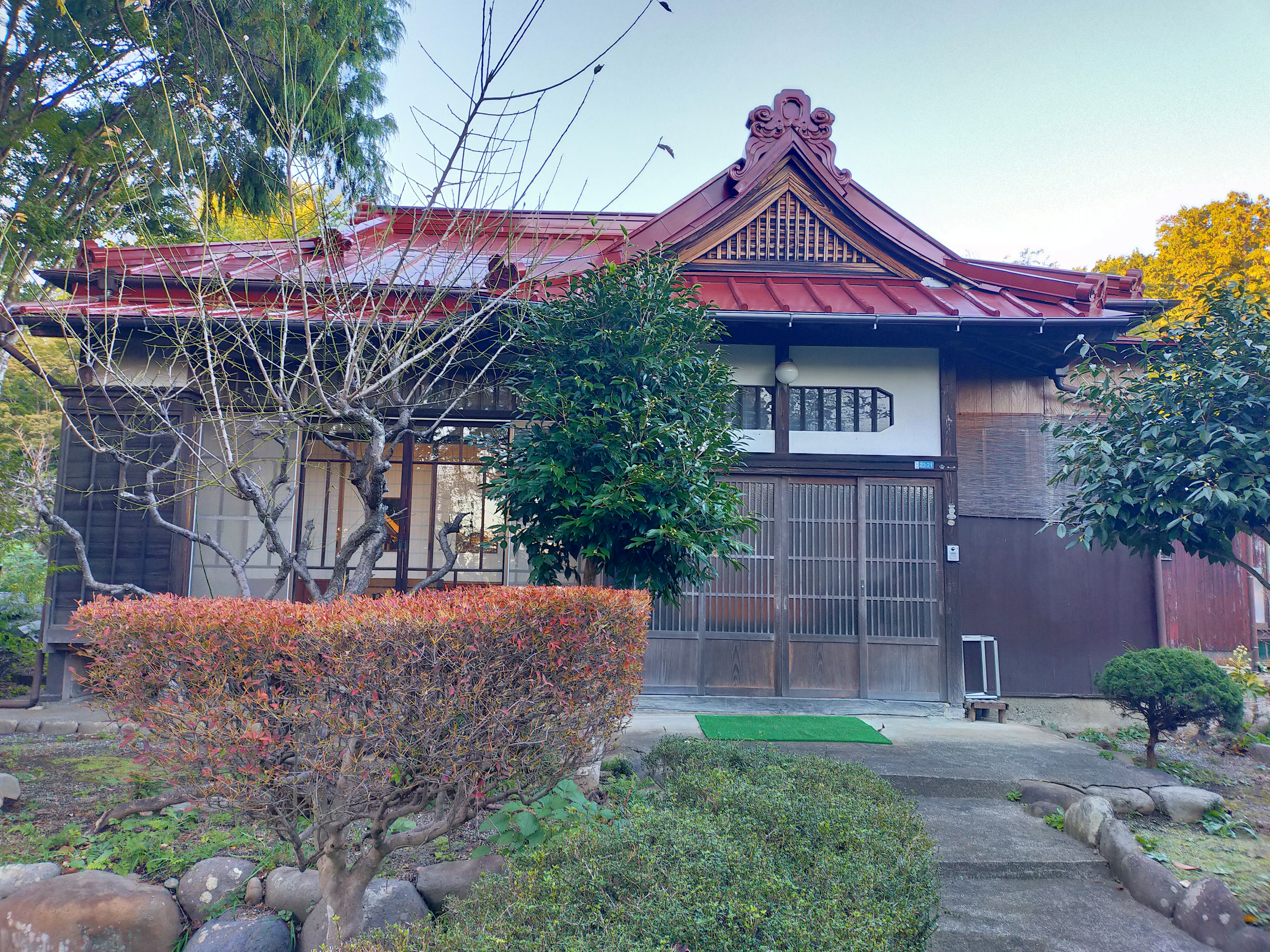
小田原に進出した外郎家（宇野家）が創設した玉伝寺

外郎家の全国的な薬剤の販売は、各地に外郎家の被官を派遣する形で進められたと考えられている。各地へと派遣された外郎家の被官の中に小田原の外郎家があった。小田原の外郎家の伝承によれば、1504年（永正元年）に伊勢新九郎盛時（北条早雲）に招かれて外郎家5代目の外郎藤右衛門定治が小田原に下向したという。同時代の史料では1517年（永正14年）、外郎家の当主であった陳祖田が被官の宇野藤五郎を駿河に下向させた記録がある。また小田原の外郎家に伝来した書状には、宇野藤右衛門が玉伝寺を創建したことが触れられているものがあり、玉伝寺は1522年（大永2年）創建とされているため、書状は1523年（大永3年）のものとみられている。宇野藤五郎と宇野藤右衛門が同一人物か否かははっきりとしないが、外郎家の活動範囲が駿河から関東方面へと広がっていたことが推定される。
後世の記録から宇野藤五郎ないし宇野藤右衛門が陳祖田の弟または子どもである可能性が指摘できるが、実際の関係性は不明であり、外郎家と宇野家との間に血縁関係は無いとの推測もある。一方、外郎家の家譜である『陳外郎家譜』によれば、外郎家は大和源氏である宇野氏の名跡を継いで宇野氏を名乗るようになったとしており、圓山溟北の『松窓漫録』では、足利義政が外郎家を大和源氏の宇野氏の後継者としたと記述している。また小田原の外郎家の家伝では足利義政の命で宇野姓も名乗るようになったとしている。小田原市史では小田原に下った宇野家を「（京都の）外郎氏の一族もしくは被官の一人」と整理している。前述のように外郎家は広域の商業活動を展開していたと見られており、その中でもともと外郎家（宇野家）は北条早雲との繋がりを持っていて、それを足掛かりとして新たな市場の開拓をもくろんだものと考えられている。
なお1504年（永正元年）の時点では北条早雲は伊豆国の領地経営に注力している段階であり、このような状況下で外郎家（宇野家）が小田原に定着したとは考えにくいとの説が唱えられている。1504年（永正元年）の時点での外郎家（宇野家）下向の否定説は、『新編武蔵風土記稿』にある、北条氏綱の代に京都から小田原にやって来た外郎家に氏綱が宅地を与えたとの記述との整合性も取れるとしている。また北条氏綱に対して家伝の薬、「ういろう」には数多くの効能があり、中でも口臭予防、眠気覚まし、延命効果があると言上したとの伝承もある。いずれにしても前述のように玉伝寺が創建された1522年（大永2年）までには小田原に居住していたものと考えられる。
ところで小田原に外郎家（宇野家）が定着した後も、17世紀後半まで京都の外郎家も続いていたが絶家となり、小田原の外郎家のみが残ることになった。

### 北条氏と外郎家
氏綱の代、近畿方面などから多くの職人が小田原に招聘された。職人招聘のきっかけのひとつとなったのは、1526年（大永6年）の里見実堯による鶴岡八幡宮焼失後の再建事業であった。製薬業兼薬種商の外郎家（宇野家）は、小田原に招かれた職人集団の一員として鶴岡八幡宮の再建事業や北条家の本拠地である小田原の城下町形成、そして北条領の経済発展に貢献することになる。また北条氏の領国拡大に伴い、外郎家（宇野家）による「ういろう」を始めとする薬剤の独占販売圏は拡大していった。中でも日光には毎年出張して「ういろう」を販売しており、1576年（天正4年）には日光での「ういろう」の独占販売権が保証されている。
北条氏綱が外郎家（宇野家）に与えた小田原の土地は、後北条氏時代は今宿と呼ばれ、江戸時代には欄干橋町と呼ばれた場所である。後北条氏統治以前から小田原の東海道筋は宿場町化が始まっていたと考えられているが、後北条氏の本拠地として小田原は拡大、発展していく。
今宿は東海道に面しており、外郎家（宇野家）は東海道に面した場所に店舗を構えた。外郎家（宇野家）は1566年（永禄9年）のものと考えられている北条氏康朱印状によれば、今宿町奉行を務めていたことが判明している。発掘調査によれば1561年（永禄4年）の上杉謙信ないし1569年（永禄12年）の武田信玄による小田原攻撃の際に火災に見舞われたと考えられる。その後もしばしば震災や火災に見舞われるが、外郎家は16世紀の後北条氏の時代から現在に至るまで同一の場所で商いを続けている。発掘時、中国や朝鮮製の舶来の陶磁器が検出されたことや、後北条氏統治時代の後期には石組みの溝が造られていて家屋敷の整備が進められていたことが判明するなど、後北条氏時代の外郎家（宇野家）が豊かな経済力を備えていたことが推定されている。
その一方で1539年（天文8年）、宇野定治は北条氏綱から武蔵国今成郷（現川越市）の代官に任命された。定治の嫡子、宇野吉治は1559年（永禄2年）の後北条氏の「所領役帳」によれば御馬廻衆に任じられていたことが判明している。そして吉治の子の光治は1580年（天正8年）に北条氏照から武蔵国高幡郷（現日野市）の知行を与えられている。このように後北条氏から家臣並みの待遇を受けていた。実際、上杉謙信の関東侵攻に際して外郎家（宇野家）の当主らは参陣していたことを示す文書が残っている。

## 江戸時代のういろう
1590年（天正18年）の小田原征伐時、小田原では市街戦が起きなかったためほぼ無傷の状態で開城した。その結果、後北条氏統治下で形成された小田原の街はほぼそのまま江戸時代に引き継がれることになった。小田原征伐後、商人たちの中には小田原を離れた者もいたが、外郎家を始めとする主な商人や職人は小田原やその近郊に留まった。なお小田原開城時、豊臣秀吉直々に由緒ある外郎家は小田原に留まって商売を続けるよう命じ、営業継続が許可されたとの伝承がある。
小田原征伐後、徳川家康が関東に移封され、小田原城は大久保忠世が城主となった。忠世の子の大久保忠隣は1614年（慶長14年）に改易となり、1619年（元和5年）から1623年（元和9年）にかけては阿部正次が藩主となったが、1632年（寛永9年）から1685年（貞享2年）の間は稲葉氏が藩主となった。そして1686年（貞享3年）、大久保忠朝が入封し、その後幕末まで大久保氏が藩主を勤める。
元禄時代以前の江戸時代初期の小田原における上級町人の資料は、稲葉氏時代のものが残っている。稲葉氏時代、小田原の上級町人層は後北条氏時代からの由緒を誇る町人ないし、後北条氏から大久保氏への交代期に武士から転向して町人となった、いわゆる門閥町人といえる階層の町人で構成されていた。彼らは藩から与えられていた独占営業権を背景として商売を行っていたと考えられている。外郎家もまた、後北条氏時代に引き続いて家伝の薬、「ういろう」の製造、販売の独占を認められていた。外郎家は小田原の町役人として名誉職ではあるが高い地位である宿老を勤めており、稲葉氏時代、外郎家を始めとする小田原町人のトップは、正月に行われる年頭の礼に際し、藩主に名前を披露されるという栄誉を得ていた。その後時代の変遷に伴い没落していく家も少なくなかったが、外郎家は江戸時代を通じ、宿老の地位を一貫して守り続けた。
東海道に面したういろうの店舗は八ッ棟造りという独特の屋根で知られ、1812年（文政12年）の記録によれば小田原宿の平均的な商家の3軒分に当たる、間口13間あまり、奥行き23間あまり、総坪248坪という大きな店舗を構えていた。独特な八ッ棟造りの屋根、店頭に置かれた年代物の虎の飾り物は人々の注目を集め、虎の飾り物にちなみ、ういろうの店舗は虎屋と呼ばれていた。江戸時代から外郎家の屋敷は小田原有数の観光名所であり、江戸時代前期の万治年間の刊行と推定される『東海道名所記』では、「外郎」の店舗を東海道第一の名物であると記述し、エンゲルベルト・ケンペルは1691年（元禄4年）のういろうの記録を著書『日本誌』において残している。そして1789年（寛政9年）に刊行された『東海道名所図会』は、「虎屋外郎」を八ッ棟造りの店舗の図入りで記述するなど、江戸時代の旅行記、道中記の中で紹介され、『東海道中膝栗毛』にも取り上げられた。東海道を行く旅人の多くは小田原宿の名産のひとつとして「ういろう」を買い求め、中でも箱根越えに備えるために重宝された。
しかし江戸時代には小田原は度々火災や地震によって大きな被害を被った。例えば1817年（文化14年）2月には店舗近くの筋違橋町から出火し、ういろうの店舗がある欄干橋町などの城下町や小田原城の三の丸一帯が被災する大火に見舞われた。その他にも1633年（寛永10年）の地震、1703年（元禄16年）の元禄地震、1734年（享保19年）の大火、1782年（天明2年）の地震、1853年（嘉永6年）の地震、1867年（慶応3年）の大火が起きている。これらの災害の結果、小田原の歴史資料の多くが失われてしまった。ういろうでも旧記録、古文書の多くが失われてしまっている。

### 独占販売の動揺と外郎売

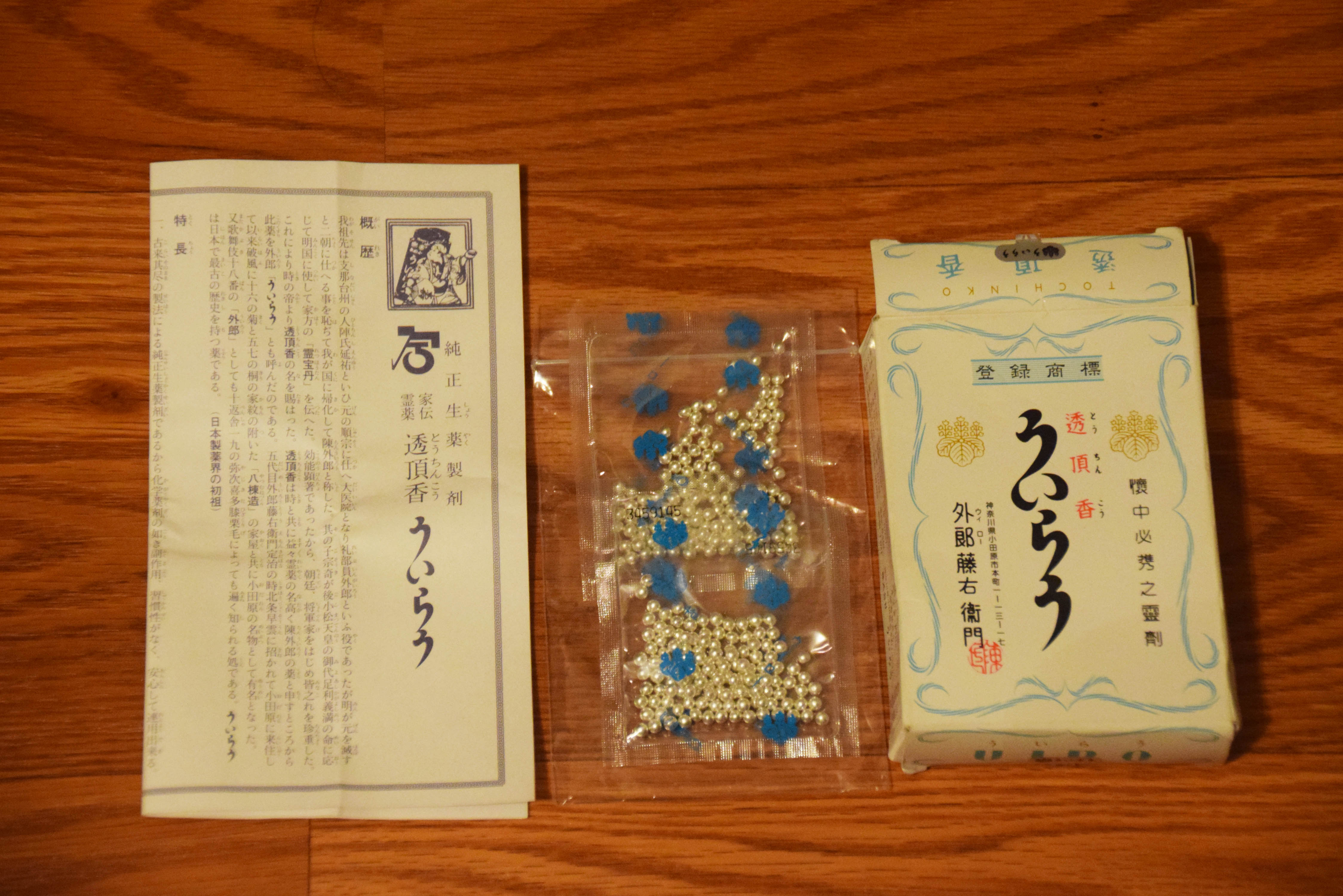
薬の「ういろう」、とパッケージ、説明書き

江戸時代初期、「ういろう」は万病に効く秘伝の薬として生産量を絞り、大名を始めとする上層階級に限定して販売する商売方針であったと考えられている。しかし独占販売は他の業者が同種の薬の販売を始めたことにより動揺していく。早くも1652年（慶安5年）に、後北条氏統治下から認められていた「ういろう」の独占販売を守り、「ニセういろう」商売の停止を求める文書を小田原町の意思として町年寄に提出している。その後同様の内容の文書が1671年（寛文11年）、1689年（元禄2年）、1722年（享保7年）に出されている。しかし実際には1687年（貞享4年）に刊行された『江戸鹿子』では、江戸に3軒の「ういろう」商人がいることが記載されているなど、各地に「ういろう」を販売する商人が現れていた。「ニセういろう」の増加に対して1642年（寛永19年）以降、誰にでもわかるように東海道に面した店先に「ういらう」の看板を掲げるようになったと伝えられている。

#### 外郎売の上演

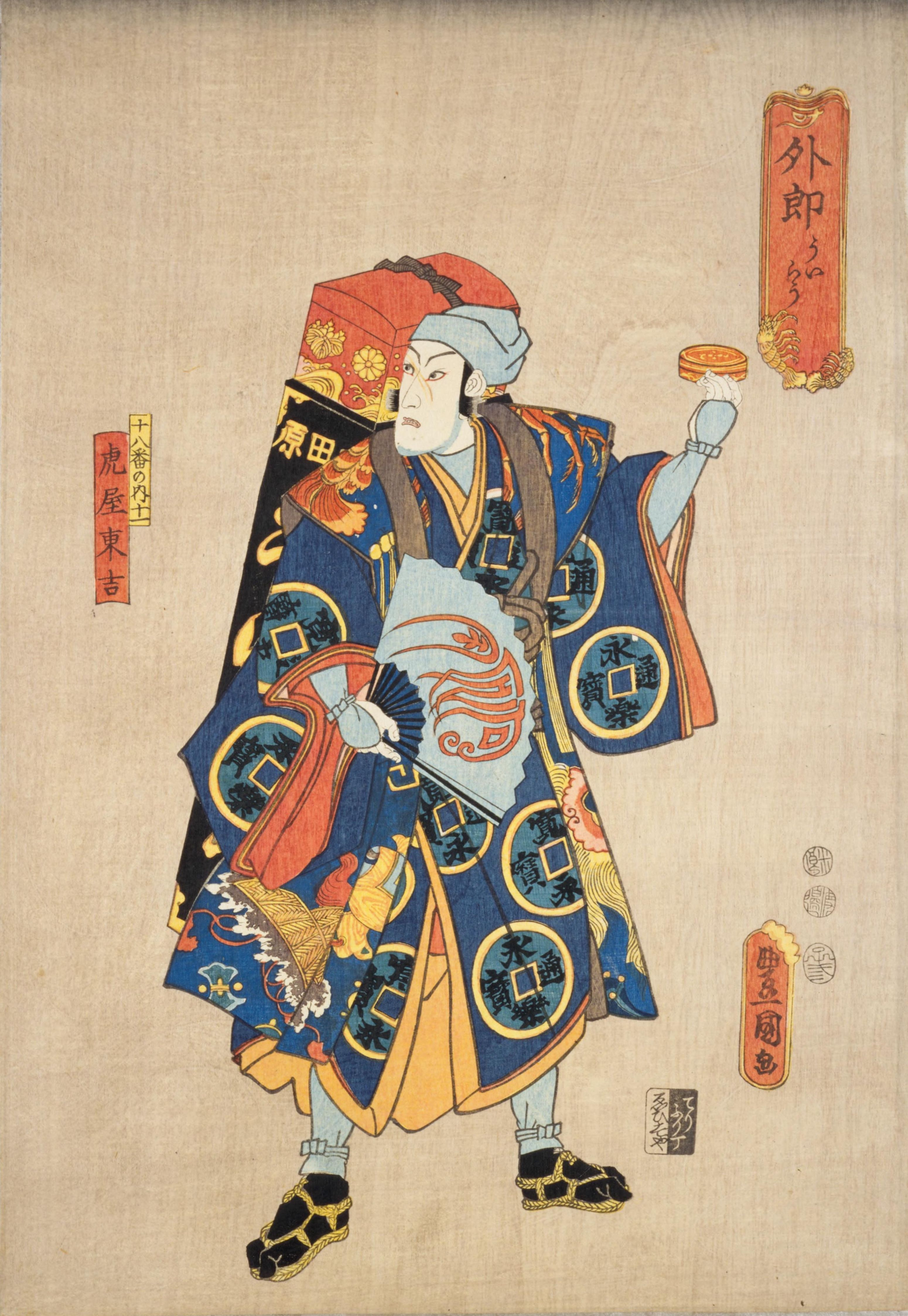
歌川国貞作の八代目市川團十郎演じる外郎売。

「ういろう」の独占販売が脅かされる中、1718年（享保3年）1月、江戸の守田座において『若緑勢曽我』が演じられ、二代目團十郎が曽我十郎の役を演じた。劇中、曽我十郎は小田原の「ういろう」の行商人に変装し、「ういろう」の由来や効能を早口言葉の台詞として述べた。これが『外郎売』の初演となった。『外郎売』は、二代目團十郎が咳と痰がからむ病気にかかり、なかなか治癒せずに舞台に立つのが困難となった際に「ういろう」を飲み病気が治ったため、そのお礼として演じたのが始まりと言い伝えられている。また二代目團十郎は、快癒のお礼のために小田原のういろうの店舗まで出向き、そこで「ういろう」の効能を台詞に入れた演目の上演を提案したとの話も伝わっている。一方、二代目團十郎が弁舌巧みに「ういろう」を売る行商人の口上をアレンジして、演出の一環として劇中に取り入れたとの説がある。
『外郎売』は大当たりを取り、その台詞は江戸ばかりではなく京都、大阪まで流行した。『外郎売』の大当たりはういろうの店舗の観光名所化を進めるとともに、秘伝の薬であり、特定の店舗への来店者には「ういろう」を販売するといった伝統を守りつつも、貨幣経済の浸透や私的な旅行者の増加という時代背景を捉え、商売上の方針転換を進めることになったのではとの推測がある。
『外郎売』は市川宗家の家芸として19世紀前半の天保年間に歌舞伎十八番のひとつに数えられるようになり、その後今日に至るまで市川宗家の家芸として上演が重ねられている。また映画や演劇の稽古時やアナウンサーの発声練習教材として用いられ、TBSテレビの新人アナウンサーは毎年、研修の一環として『外郎売』ゆかりの地である小田原のういろう本店を訪れている。

## お菓子のういろう

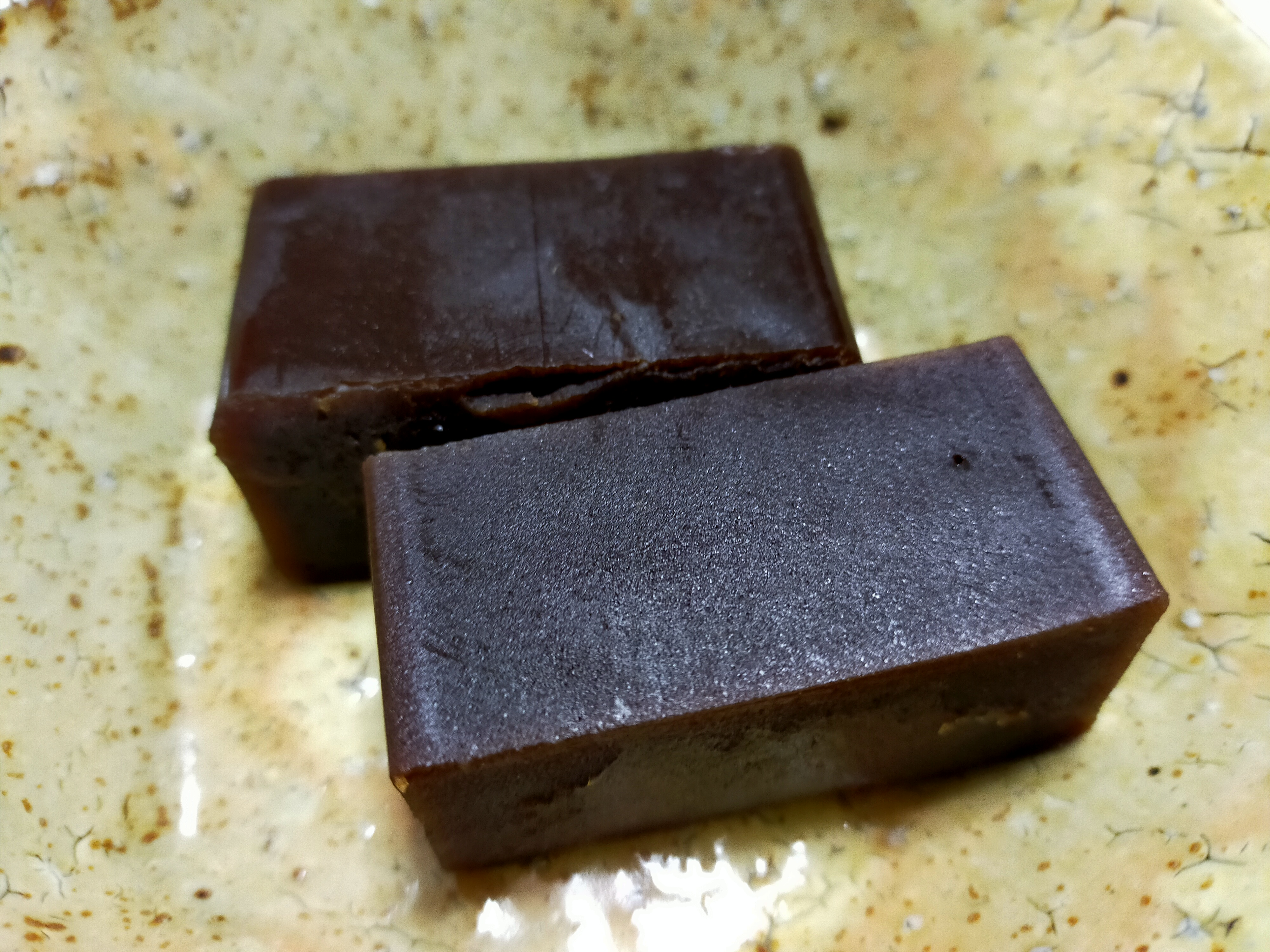
室町時代の誕生当時のものに近いとされる、黒砂糖製の「ういろう」

小田原の外郎家では、菓子の「ういろう」は外郎家2代目の陳宗奇が、外国からの使節に対する接待時に出したのが始まりであり、当初は外郎家が薬用として輸入していた貴重品の黒砂糖と米粉とを蒸して作られた菓子で、外郎家の菓子であることにちなみ「ういろう」と名付けられたとしている。また薬の「ういろう」が苦いため、口直しとして甘い菓子の「ういろう」が考案されたとの説があり、薬の「ういろう」の苦さにお菓子の「ういろう」が合ったため広まったとも言われている。一方、『和漢三才図会』によれば、当時の黒砂糖製「ういろう」は薬の「ういろう」の色に似ていたため名づけられたとしており、外郎家の家伝である薬の「ういろう」と、いわば後付けで関連付けられたとの説もある。
外郎家が菓子の「ういろう」の発祥であるとの説によれば、外郎家に仕えていた職人が地方に下ることによって江戸時代以降各地に「ういろう」が広まったとされる。小田原の外郎家では江戸時代、先祖を祀る際には「ういろう」を作ってお供えし、来客時にはおもてなしの一環として「ういろう」を出していたが、販売することは無かったという。菓子の「ういろう」を店売りするようになったのは明治以降のことである。

## 近現代のういろう
ういろうは明治以降は薬の「ういろう」を卸売りや行商を行わずに本店にて専売し、八ッ棟造りの建物とともに小田原の名物として商売を続けていた。卸売りを行わない代わりに遠隔地には座を組織して、座を通して販売をしていたという。明治末期から大正時代にかけて、二十三代外郎藤右衛門はお菓子の「ういろう」の製造販売を行った。
1923年（大正12年）の関東大震災時、ういろうの八ッ棟造りの店舗は倒壊した上に全焼してしまった。戦時中にはよく慰問袋の常備薬にされたといい、製薬業の全国統制が実施され、製薬会社の統廃合が進められた際にも、ういろうはその歴史を考慮されて単独での存続が認められた。
1952年（昭和27年）からは菓子の「ういろう」の売り出しを再開する。売り出し再開後、「ういろう」の味が良いとのことで評判となった。

### 「ういろう」の商標権問題
1954年（昭和29年）10月28日、小田原のういろうは「ういらう」を菓子の類として商標登録を行った。その後、名古屋の青柳ういろうが「青柳ういろう」の登録出願を行い、1994年（平成6年）4月28日に登録された。
「青柳ういろう」の商標登録を受けて、小田原のういろうは特許庁に自社の登録商標の権利を侵害しているとして登録を無効とするよう審判を求めた。特許庁への審判請求は2000年（平成12年）7月17日に審決された。審決では小田原のういろう側が主張した「ういろう」の歴史や由来についての信憑性は認めながらも、青柳ういろうの「ういろう」とは特定の「ういろう」を指すものではなく、一般名詞の菓子としての「ういろう」を指すものであり、小田原の「ういろう」の権利を侵害しているとは認められないとの理由で、登録無効の審判請求を棄却した。
特許庁の審判請求の棄却を受けて、小田原のういろうは東京高裁に商標登録の取り消しを求める訴訟を提起した。2001年（平成13年）3月21日の東京高裁の判決もまた、小田原のういろう側が主張した「ういろう」の歴史や由来についての信憑性は認めながらも、菓子の「ういろう」はもはや普通名詞化しており、青柳ういろうの「ういろう」とは特定の「ういろう」を指すものではなく、一般名詞の菓子としての「ういろう」を指すものといえるため、小田原の「ういらう」と類似した商標とは認められないとして、特許庁の判断を支持し、請求を棄却した。その後最高裁に上告したものの、上告理由がないとの理由により棄却され、小田原のういろう側の敗訴判決が確定した。

### ういろう本店
ういろう本店は八ッ棟造りの伝統に則った鉄筋コンクリート製の建物で再建されている。本店には薬局が併設されていて、「ういろう」などの薬を対面販売している。薬の「ういろう」の処方は一子相伝とされ、のれん分けは一切行っておらず、販売も小田原のういろうでの店売りのみである。「ういろう」の原料は朝鮮人参、甘草といった生薬で、原材料の入手が困難であるため量産は不可能であり、製法もまた機械化を避け、伝統的な手作りを続けている。
一方、菓子の「ういろう」は人工甘味料や色素等の添加物は使用せず、薬と同様に機械化を避け、手作りで作られている。他の地域で作られる「ういろう」よりもやや歯ごたえがあって素朴な味わいであり、中でも黒砂糖を使用する黒ういろうはやや甘みが強く、ういろうが生まれた室町時代の風味が感じられるとされる。また棹菓子の伝統を守り一口サイズのものは作っておらず、フルーツ味などといった新しいタイプのものも作らないことにしている。また東京都内のデパートなどから「ういろう」販売の誘いがあるもののすべて断り、小田原でのみ販売を行っている。
また本店には喫茶室も併設されており、上生菓子と抹茶、コーヒーなどが楽しめる。喫茶室で提供される上生菓子は地域や季節にちなんだものとなっている。また2005年（平成17年）には、1885年（明治18年）に建てられた蔵を改造した「外郎博物館」が開設され、外郎家の歴史や薬の「ういろう」、お菓子の「ういろう」、『外郎売』に関わる資料などを無料で公開している。
老舗の存続には地元の活性化が不可欠であるとの視点から、小田原観光の活性化のため、「外郎博物館」をまち歩き観光スポットとして位置付け、店舗自体も「漢方薬局兼観光薬局」を称している。そして江戸時代には代々の外郎家の当主が小田原町の宿老を勤め、町の発展に貢献してきた歴史を踏まえ、2017年に襲名した二十五代外郎藤右衛門は小田原観光協会の会長を引き受け、小田原が持つ観光資源の活用、活性化、そして新規開拓を図っている。そしてういろう本店は、2018年（平成30年）5月23日に認定された日本遺産「箱根八里」の構成文化財に選定された。